# Edward Goldstein
Edward Goldstein (ur. 14 listopada 1844 w Warszawie, zm. 24 sierpnia 1920 w Paryżu) – powstaniec styczniowy, lekarz, antropolog, kolekcjoner.

## Życiorys
Urodził się 14 listopada 1844 w Warszawie. Tam w 1862 współorganizował mszę św. w kościele św. Krzyża na rocznicę uchwalenia Konstytucji 3 maja. W związku z tym musiał wyjechać z miasta. Został aresztowany w Berlinie, skąd po zwolnieniu udał się przez Hamburg i Londyn do Paryża. Na żądanie ambasady rosyjskiej został stamtąd wydalony. Trafił do Turynu. Tam podjął studia uniwersyteckie.
W 1863 w Krakowie przyłączył się do walczących w powstaniu styczniowym. Wyruszył do Goszczy i służył w szeregach żuawów śmierci. Uczestniczył w bitwach pod Chrobrzem oraz pod Grochowiskami, gdzie doznał ran. Był leczony w Krakowie, po czym jako sekretarz Wierzejskiego udał się do Lwowa. W drodze został aresztowany i przez półtora roku był osadzony w fortecy. Został przetransportowany do Königgrätz, skąd zbiegł po dwóch tygodniach. Następnie przez Zurych i Lugano dotarł do Paryża. Tam otrzymał pozwolenie na pobyt.
W Paryżu podjął studia medycyny oraz antropologii. Pracował na stanowisku lekarza IX Dzielnicy. Równolegle był też zatrudniony w Muzeum Nauk Przyrodniczych. Był preparatorem w Muzeum Historii Naturalnej. Pracował u boku Paula Broci. Opublikował szereg prac z dziedziny antropologii, cenionych we Francji. Zarobkował jako profesor nauk przyrodniczych i języka francuskiego. Pełnił funkcję przysięgłego znawcy sztuki przy Trybunale Apelacyjnym w Paryżu. Był sekretarzem Towarzystwa Antropologicznego i Etnograficznego Polskiego w Paryżu. Na wniosek dziekana Sorbony został odznaczony krzyżem oficerskim.
Przez trzy lata urządzał założone w 1898 Musée Cernuschi. Następnie wyjechał do Krakowa. Odmawiając sobie osobistego majątku sukcsywnie gromadził kolekcję osobliwości i dzieł sztuki i w 1909 przekazał ten zbiór miastu Kraków. Tam w maju 1909 został mianowany kustoszem Muzeum Narodowego. Potem wrócił do Paryża aby kontynuować starania kolekcjonerskie. Po wybchu I wojny światowej nie mógł już udać się do Krakowa. Wskutek niekorzystnej sytuacji popadł w niedostatek. Cierpiąc głód nie odważył się wtedy sprzedać niektórych zbiorów oświadczając, że nie są już jego własnością, lecz mają być przekazane do Krakowa. Zmarł w 24 sierpnia 1920 w paryskim przytułku – polskim zakąadzie dobrocznymm św. Kazimierza (trafił tam wcześniej staraniem Władysława Mickiewicza).